# Žďárští ze Žďáru
Rod Žďárských ze Žďáru (německy Sahrer von Sahr, von Saar či von Schdiar, latinsky de Zdiar, de Zar, de Sora, de Sara atp.) příslušel až do počátku 17. století do nižšího šlechtického stavu a nosil titul rytířů. Teprve roku 1622 se jeho nejvýznamnější, tzv. katolická, kladenská větev dostala do panského stavu a v roce 1628 dokonce dosáhla vysokého titulu říšských hrabat. Tři z linií vymřely již mezi druhou polovinou 16. století a počátkem 18. století (po přeslici), poslední větev se udržela v Německu.

## Místo původu a rozrod Janoviců
Rytíři Žďárští ze Žďáru vzešli ze severozápadních Čech z oblasti Doupovských hor (severovýchodně od Karlových Varů), kde byla jejich hlavním sídlem gotická tvrz a později renesanční zámek ve vsi Žďár, nedaleko bývalého okresního města Doupov. Rod patřil do velkého českého panského rozrodu Janoviců, do něhož se počítali i velice významní a mocní páni z Kolovrat, páni z Janovic, páni z Vimperka a rytířské rody Zručských z Chřenovic, Čejků z Olbramovic, Dvořeckých z Olbramovic nebo Podolských z Olbramovic.

## Příchod na dějinnou scénu a základní rozdělení
První písemné prameny o Žďárských se objevují již v roce 1295, kdy je v jedné listině připomínán jako svědek Stanizlaus de Zar. Je však jisté, že rodina byla ještě starší. Ve 14. a 15. století se rod značně rozrostl, ale nadále žil převážně v oblasti Doupovska, kde většinou sídlil na několika tvrzích. Během 15. století se vytvořily čtyři rodové linie, z nichž jedna zašla již v 16. století, dvě vymřely v 17. století a poslední žila do roku 1953 v Německu (Sasku) pod jménem Sahrer von Sahr. Dnes tato linie žije v Německu po přeslici jako rod Sahrer von Sahr von Schönberg, zkráceně pak jako rod von Sahr-Schönberg.

## Jan Šmikouský ze Žďáru
V první polovině 15. století rod výrazně proslavil Jan Šmikouský ze Žďáru (narozený snad 1390–1400, zemřel po 1442, resp. do 1450), majitel drobného (dnes zaniklého) statku a tvrze Šmikousy u Jesenice na Rakovnicku. Přídomek tedy nebyl odvozen ze zranění, jak se dříve někteří badatelé domnívali.
Pan Jan byl v době husitských občanských válek dlouho na královské straně, ale v první polovině třicátých let se stal vojenským hejtmanem druhé – husitské strany. Husité jej zlákali do svých služeb, neboť Jan byl velmi schopný a zkušený profesionální voják, což mj. prokázal jako velitel, při obléhání významného kolovratského hradu Libštejna v létě roku 1430. Jan Šmikouský se tak stal jedním z vojenských představených radikálního křídla husitů – tzv. sirotků, s nimiž vytáhl do Slezska a do Uher. Tam několik let do podzimu roku 1434 spravoval husitské město Topoľčany. Na Slovensku se stal jedním z postrachů nejen uherské šlechty. Po vyplacení určité částky od císaře Zikmunda se navrátil do Čech, kde opět přešel pragmaticky na stranu císaře Zikmunda a poté do služeb jeho zetě krále Albrechta Rakouského. V té době bojoval za zájmy jejich dynastií.
Poslední přímé zmínky o Janovi Šmikouském jsou z počátku čtyřicátých let patnáctého století, kdy byl jednou z vojenských opor královny-vdovy Alžběty Lucemburské, v jejíchž službách bojoval v Uhrách za dosazení legitimního krále Ladislava Pohrobka na trůn. Janovými potomky – vnukem Stanislavem a Janem – se rod rozštěpil na dvě hlavní linie: na linii nekatolickou, tzv. všetatskou, která dodnes existuje v Německu pod jménem Sahrer von Sahr von Schönberg a na linii středočeskou – kladenskou neboli katolickou, která byla nejvýznamnější.

## Vzestup středočeské, tj. kladenské linie rodu
Pro majetkový a společenský rozvoj středočeské linie rodu měl nebývalý význam sňatek stejnojmenného Janova vnuka rytíře Jana Žďárského (asi 1461/62–1530) s Maruší Kladenskou z Kladna (kol. 1460–1535). Díky manželství zdědili jejich potomci po starším bezdětném bratrovi Marie – rytíři Zdeňkovi Kladenském z Kladna v roce 1543 rozsáhlé panství Kladno, a tak se rodina již natrvalo usídlila ve středních Čechách, kde měla jistý majetek už od dob husitských válek. Díky tomuto novému majetkovému zajištění se rodina Žďárských zmohla i společensky a začala se sňatky svazovat s významnými a bohatými rytířskými a panskými rody. Mezi jejich příbuzné tak patřili nesmírně významní páni Bořitové z Martinic, mocní páni Berkové z Dubé, páni Vratislavové z Mitrovic či zámožní západočeští rytíři Hradišťští z Hořovic.
Vedle úspěšné sňatkové politiky došlo i k průniku členů rodu do různých úředních míst jak na krajské úrovni: Gotthard Florian (1542–1604), Ctibor Tiburcí (1545–1615) či Jiří Žďárský (1517–1574), ale i do pozic královských či císařských radů panovníka, přísedících různých vyšších soudů a do dalších funkcí.
V 16. století patřil mezi nejvýznamnější muže rodu Jiří Žďárský a jeho synovec a dědic Ctibor Tiburcí Žďárský, který dokázal strýcův majetek dále rozmnožit a nakumulovat mnoho významných úřadů ve svých rukách. Nejvýznamnějším úřadem, který držel, byl úřad purkrabího karlštejnského a krátce byl Ctibor Tiburcí i mezi místodržiteli císaře a krále Matyáše. Díky těmto pozicím se počítal mezi nejvyšší královské hodnostáře. Poněvadž jeho jediný syn Jan Jiří (1581–1626) byl v manželství s Eliškou Wolfeminou Berkovou z Dubé a Lipé (před 1598–1665) bezdětný, zdědil velkostatek Kladno Florian Jetřich Žďárský (latinsky „Florian Theodor de Sora“, 1598–1653), jehož Ctibor Tiburcí a poté Jan Jiří po roce 1608 vychovávali a z něhož vychovali vzorného katolíka, což se pro jeho budoucnost ukázalo nakonec být velkou výhodou. Florian Jetřich Žďárský byl jediným vnukem staršího bratra Ctibora Tiburcího – rytíře Gottharda Floriana Žďárského († 1604). Ten spolu se svojí hospodárnou chotí Kateřinou Reichlovou z Reichu († 1608) vybudoval (v desetiletích po roce 1560) vedle kladenského velkostatku druhé podobně velké a prosperující dominium – Červený Újezd, které již v roce 1604 zdědil jeho šestiletý vnuk Florian Jetřich. Na rozdíl od ostatních členů rodu však byli Červenoújezdečtí víry podobojí a tak poněkud vybočovali z katolické tradice svého rodu.

## Florian Jetřich ze Žďáru
V osobě Floriana Jetřicha Žďárského (1598–1653) došel rod svého vrcholu. Mladý Žďárský soustředil opět ve svých rukou dosud rozdělený majetek červenoújezdecké a kladenské linie rodu, ale i značný společenský a i jistý politický vliv. Na jaře (zřejmě 1. března) roku 1620 se v Pasově na dvoře arciknížete-biskupa Leopolda V. Habsburského oženil s Alžbětou Koronou (asi 1603/4–1649), dcerou proslulého místodržitele Jaroslava II. Bořity z Martinic a Marie Eusebie ze Šternberka a tudíž i vnučkou dalšího významného katolického politika (někdejšího nejvyššího purkrabího) Adama ze Šternberka. Tímto sňatkem a díky novým vlivným příbuzným bylo o osudu rodu definitivně rozhodnuto.
V nových poměrech po bitvě Bílé hoře dosáhli Žďárští vysokých poct u císařského a královského dvora, byli povýšeni do panského stavu baronů ze Žďáru (1622), dostali říšský i český hraběcí titul (1628), velký palatinát (1631), vysoké úřady i četné statky. Tak se původně jen průměrný rod z periferie pohraničí propracoval po 180 letech, kdy se objevil v centru Čech, mezi společenskou a majetkovou elitu Českého království. Snažení mnoha generací, vybudovat stálou, jednotnou a pevnou středočeskou državu, jež by byla oporou jejich rodu a překročit svůj společenský stav konečně slavilo úspěch.
Florianovy dědice mohla čekat skvělá budoucnost a rod mohl díky svým příbuzenským svazkům a konexím i nadále zastávat přední místo v barokních Čechách, ale situace se nakonec vyvinula jinak.

## Konec rodu v Čechách
Jediný přeživší syn Floriana Jetřicha a Alžběty Korony – František Adam Eusebius druhý říšský hrabě ze Žďáru (asi 1624–1670) se po ukončení válečných akcí sice snažil zahlazovat válečné šrámy, ale pro své velké výdaje církevním institucím i pro nedostatek vhodných (zabitých, předčasně zesnulých či zběhlých) obyvatel šla obnova velkostatků jen velmi pomalu. Poslední Žďárský pak zcela propadl okázalé barokní zbožnosti, oželel vysoké dvorské úřady, které ze svého společenského postavení mohl očekávat, odmítl nabízené sňatky a zasvětil svůj život zbožnému rozjímání a podpoře katolictví. Jako zvlášť horlivý vyznavač Mariánského kultu, který ho ovládl již v dětství, se staral především o rozkvět a věhlas svého kláštera františkánů a lorety v Hájku, kde vedle Kladna nejčastěji pobýval. Zemřel předčasně, ani ne v padesáti letech, na kladenské rezidenci dne 5. (popř. 7.) dubna 1670, aniž by naplnil naděje svých rodičů v další společenský a majetkový vzestup svého rodu.
Vysokých aspirací rodičů se v mnohém lépe zhostilo pět žijících Františkových sester, kterými byly: Polyxena Ludmila Eusebie Frebonia hraběnka ze Šternberka (původně baronka Švihovská z Rýzmberka), baronka Marie Maxmiliána Eva Terezie Hýzrlová z Chodů (původně Slavatová z Chlumu a Košumberka), hraběnka Johana Eusebie Barbora z Carretto-Millesimo (původně baronka Myslíková z Hyršova), hraběnka Terezie Eleonora Alžběta z Ugarte a hraběnka Anna Kateřina z Magnis. Ty se všechny, včetně již zesnulé nejstarší sestry Kateřiny Marie hraběnky z Nostic, provdaly do významných rodin Českého království a čtyři žďárské hraběnky-sestry: Marie Maxmiliána Eva Terezie, Terezie Eleonora Alžběta, Johana Eusebie Barbora a Polyxena Ludmila Eusebie Frebonia) prosluly svou niternou vírou a významnými církevními stavebními podniky, v čemž sekundovaly svému bratrovi Františkovi Adamovi Eusebiovi ze Žďáru.
Říšské hraběnky ze Žďáru pak byly s konečnou platností i posledními nositelkami jména rodu polcené orlice, které neopomíjely ke svému vyvdanému jménu s oblibou připojovat. S postupným odchodem zbylých pěti dcer Floriana Jetřicha, prvního říšského hraběte ze Žďáru, a vnuček hraběte Jaroslava Bořity z Martinic však definitivně sláva rodu říšských hrabat ze Žďáru pohasla. Kruh osudu jedné šlechtické rodiny se tak na prahu 18. století definitivně uzavřel.

## Erb
Všechny rody tzv. Janoviců měly původně v erbu polcenou stříbrno-červenou orlici se zlatou pružinou (tzv. perizonem) na prsou. Orlice byla položená vždy na celkově modrém štítě.

## Příbuzenství

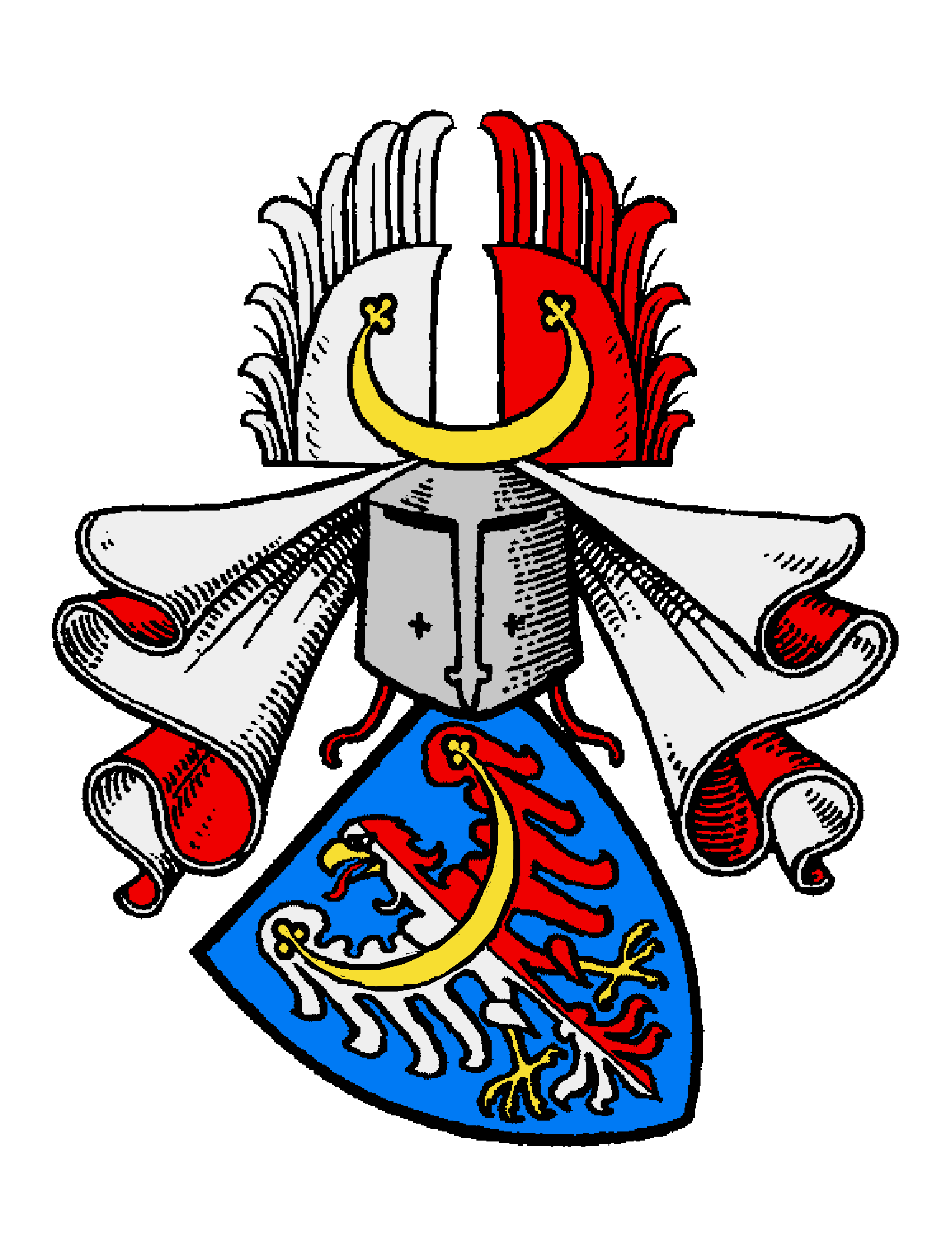
Původní a používaná podoba erbu téměř všemi členy rodu

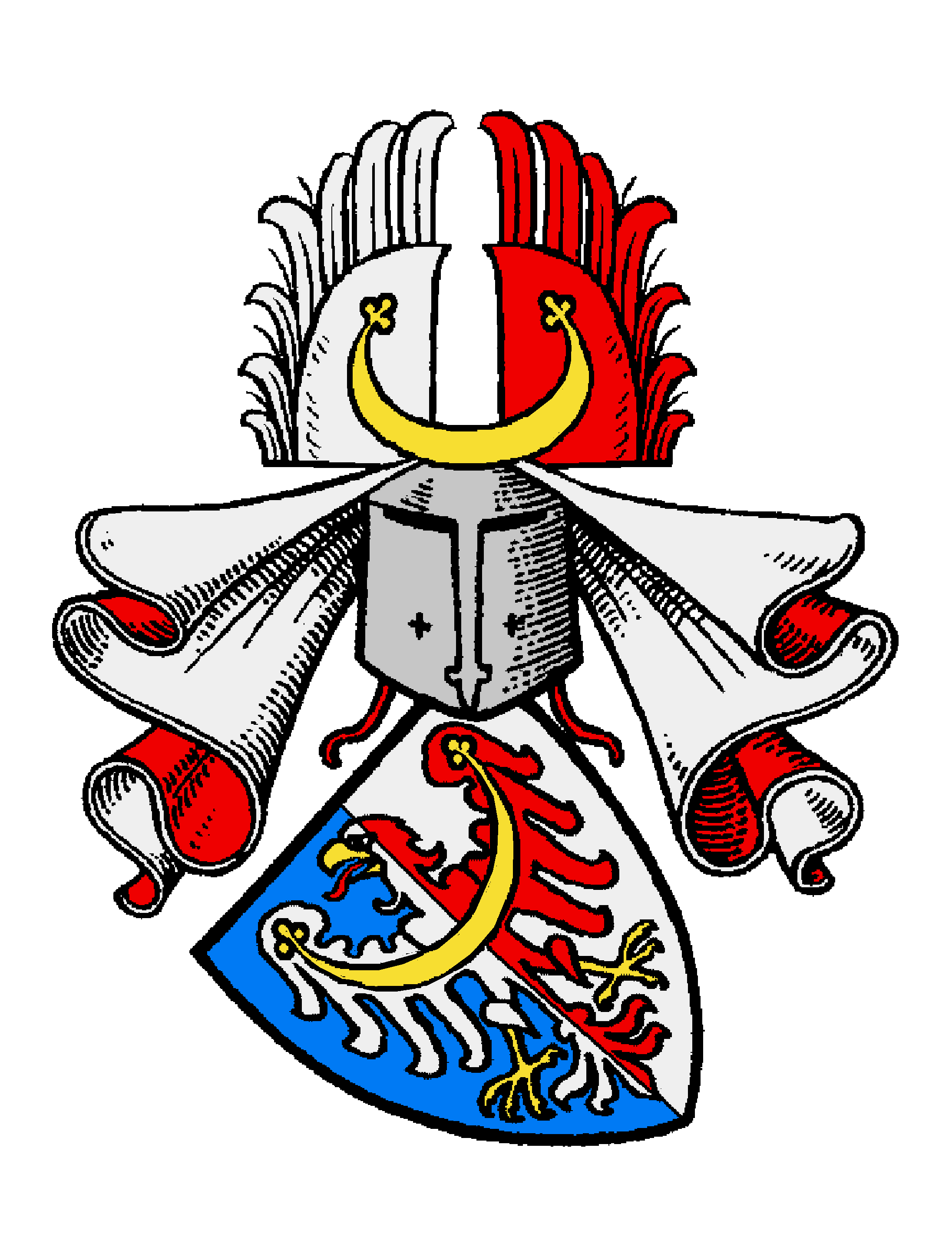
Údajný alternativní erb smilovických rytířů Žďárských ze Žďáru vlastnících ve druhé polovině 16. století nevelký statek Smilovice na Rakovnicku. Tento erb je velkou výjimkou a většina linií a jejich členů, včetně nejdůležitější větve kladenské (resp. kladensko-červenoújezdecké) či pozdější protestantské větve v Sasku, nosila vždy polcenou orlici v celkově modrém štítu, nikoliv jako zde v modro-stříbrném.

Žďárští ze Žďáru se příbuzensky spojili s rody Berků z Dubé, Vratislavů z Mitrovic, Hradišťských z Hořovic, Šlejnici, Bořitů z Martinic, Šternberků, Voračických z Paběnic, Nosticů, Caretto-Millesimů, Slavatů z Chlumu a Košumberka, Hýzrlů z Chodů, Švihovských z Rýzmberka, hrabat z Magnis, Myslíků z Hyršova ad.